# Stephanandra chinensis
Stephanandra chinensis là loài thực vật có hoa trong họ Hoa hồng. Loài này được Hance miêu tả khoa học đầu tiên năm 1882.